# Jim DeMint
James Warren "Jim" DeMint (n.  Greenville, Carolina del Sud, Estats Units el 2 de setembre de 1951) era un Senador per l'estat de Carolina de Sud al Senat dels Estats Units. És membre del partit  Republicà i un dels líders del moviment del Tea Party. Anteriorment va ser  representant pel 4 districte congressual de Carolina del Sud entre 1999 i 2005.

## Vida primerenca i educació
DeMint va néixer a  Greenville, Carolina del Sud i és un de quatre fills. Els seus pares, Betty W. Rawlings i Thomas Eugene DeMint, es van divorciar quan ell tenia cinc anys. Després del divorci, Betty DeMint va obrir un estudi de ball en la casa de la família.
DeMint va ser educat a l'Escola Episcopal de l'Església de Jesucrist i en la Secundària Wade Hampton a Greenville. Mentre era a l'escola, DeMint va tocar la bateria per a una banda cover anomenada Salt & Pepper. Va rebre el seu títol de llicenciatura de la Universitat de Tennessee, on va ser part de la fraternitat Sigma Alpha Epsilon, i va obtenir un MBA de la Universitat de Clemson.
La dona de DeMint, la morta Debbie Henderson, és un dels tres fills del emprededor publicitari de Greenville, James Marvin Henderson Sr (1921-1995). Henderson va ser el candidat republicà nominat per vicegovernador de Carolina del Sud, perdent les eleccions al costat del candidat a la governació, llavors Congressista Albert W. Watson. Henderson després va ser assistent del director del Servei de Correus, Winton M. Blount, durant l'administració del president Richard M. Nixon. També va ser el director del comitè de reelecció de Nixon a Carolina de Sud el 1972.

## Carrera en el sector privat
DeMint treballar en el camp de la investigació de mercat. El 1983 va fundar The DeMint Group, una firma d'investigació amb seu a Greenville, i va dirigir la companyia fins a 1998 quan va entrar al Congrés.

## Carrera al Senat

### Comitès
- Comitè de Banca, Habitatge i Assumptes Urbans
- Comitè de Comerç, Ciència i Transport
- Comitè de Relacions Exteriors
- Comitè Econòmic Conjunt
- Comitè del Judici d'Impugnación sobre els Articles en contra del jutge G. Thomas Porteous Jr.[7]

## Posicions polítiques
- DeMint és catalogat per The National Journal com un dels senadors més  conservadors.[8] Salon.com l'ha anomenat "pot ser el membre més conservador del Senat."[9]

- DeMint està a favor d'una esmena a la Constitució dels Estats Units que obligaria a balancejar el pressupost.[10]

- El senador DeMint ha donat suport en forma consistent de l'oració organitzada i dirigida a les escoles, i ha introduït legislació que permetria a les escoles públiques el mostrar públicament pancartes que continguin frases com "God Bless America" (Déu beneeixi als Estats Units).[11]

- DeMint està en contra de l'avortament, incloent en casos de violació i incest. Està a favor de l'avortament només en aquells casos quan la vida de la mare està en perill.[11][12]

- DeMint està a favor d'exigir a tots els  immigrants il·legals als Estats Units que es tornin als seus països d'origen o que apliquin per a la residència legal. Està a favor d'establir l'anglès com l'idioma oficial del país.[11]

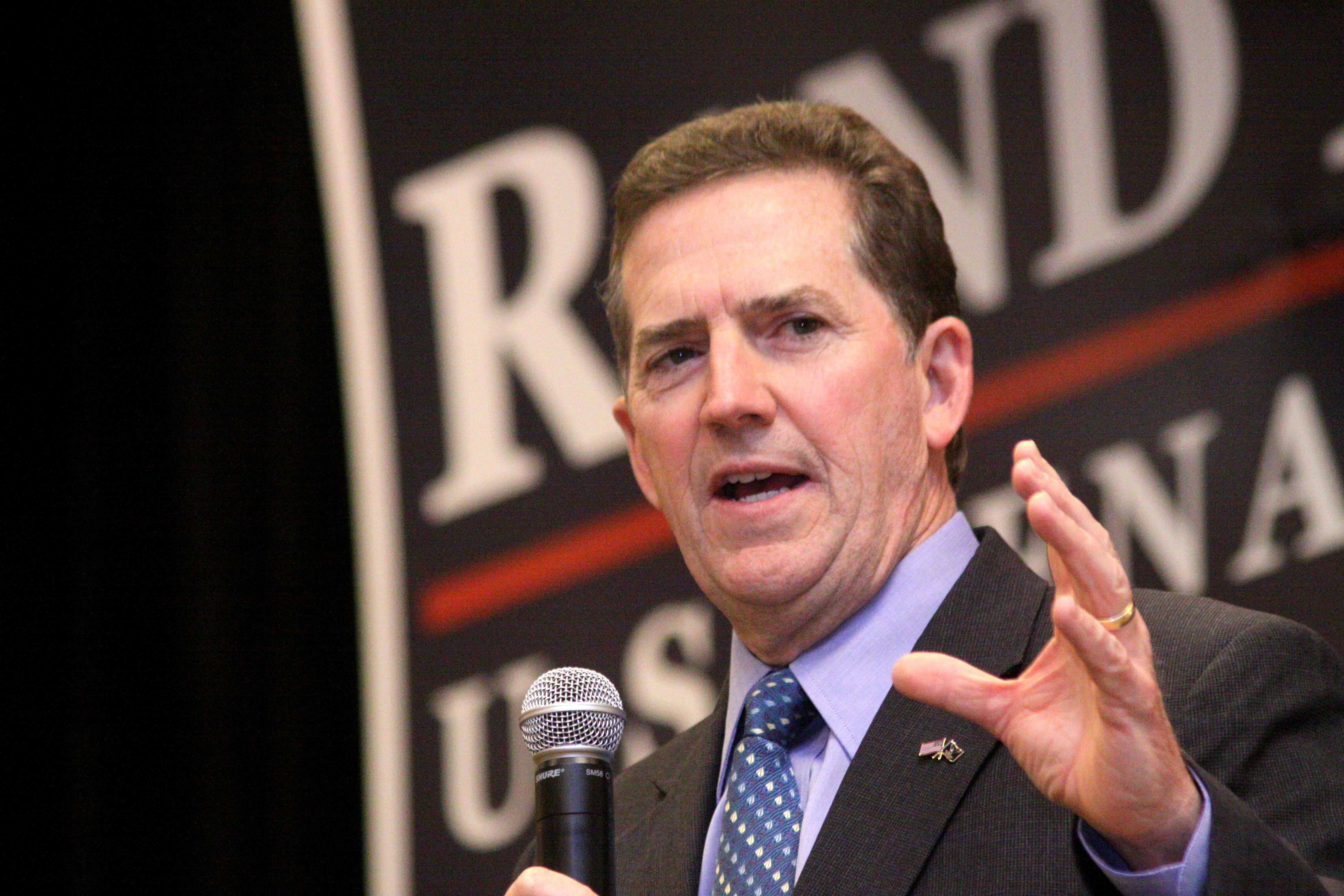
Jim DeMint donant un discurs en un esdeveniment de la campanya del candidat al Senat dels Estats Units, Rand Paul, a l'octubre de 2010.

- DeMint va vestir Hondures el 2009 i es va reunir amb el president de facto Roberto Micheletti, una reunió a la qual l'administració president dels EUA Barack Obama es va oposar. El Departament d'Estat veia oficialment a Manuel Zelaya com el president elegit legítimament.[13]

- Després d'un atemptat terrorista fallit el 25 de desembre de 2009, DeMint acusar al President Barack Obama per no enfocar-se en el terrorisme després d'assumir el seu càrrec i no nomenar un nou director del Transportation Security Administration.[14]

- DeMint es va oposar a la legislació de reforma del sistema de salut del president Barack Obama, votant en contra de la Llei de Protecció al Pacient i Cura de Salut Assequible el desembre de 2009,[15] i votant en contra de la Llei de Reconciliació de Protecció al Pacient i l'Educació de 2010.[16]

## Campanyes polítiques

### 1998 a 2002
El 1998, el congressista pel Quart Districte, Bob Inglis, va complir la seva promesa de només estar en el càrrec per tres períodes, deixant la porta oberta per a la candidatura de DeMint.

## Renúncia al Senat
Després d'una llarga carrera, Jim DeMint renúncia al Senat i serà substituït per Tim Scott.

## Obres
- . ISBN 978-0-8054-4957-0.
- . ISBN 978-1-4336-7279-8.